# Régine Krochmal
Régine Krochmal, née à La Haye, de parents juifs germano-autrichiens, le 28 juillet 1920, décédée à Ixelles, le 11 mai 2012 est une infirmière, héroïne de la résistance belge durant la Seconde Guerre mondiale. Le 19 avril 1943, elle s'évade du XXe convoi de déportation des Juifs de Belgique.

## Biographie
Régine Krochmal est née à La Haye, aux Pays-Bas le 28 juillet 1920 dans une famille juive mais pas religieuse. Alors qu'elle a six mois, ses parents s'installent à Bruxelles,.
Après avoir terminé une formation d'infirmière, elle commence des études de sage-femme qu'elle doit interrompre alors qu'elle est sur le point d'obtenir son diplôme, en raison des ordonnances allemandes qui excluent les juifs des professions médicales. 
Peu après l'invasion de la Belgique par l'armée allemande, en mai 1940, elle rencontre Marianne, une réfugiée allemande qui lui raconte que les nazis ont tué son frère handicapé. Régine Kochmal réalise que d'être juive est son arrêt de mort et décide de ne pas mourir sans rien faire.
Avec son amie Marianne qui travaille dans une soupe populaire mise en place par la communauté juive de Bruxelles pour les émigrés juifs, elle rencontre des jeunes d'Allemagne et d'Autriche. En 1942, elle rejoint avec eux le Front de libération autrichien qui fait partie du Front de l'indépendance, un réseau de la résistance intérieur belge. Ce groupe germanophone imprime le journal clandestin Die Warheit (la vérité), destiné aux soldats allemands pour les inciter à déserter.
Lorsque, à la suite d'une dénonciation, la police frappe à la porte de l'appartement où, avec deux amis, elle vient de dupliquer le journal, ils n'ont que le temps de cacher la machine à imprimer. Ses amis s'enfuient tandis qu'elle, après avoir ouvert la porte, déclare aussitôt être juive cachée là afin d'éviter la fouille complète de l’appartement et la découverte du matériel. Elle est arrêtée le 20 janvier 1943 et emmenée au siège de la Gestapo à Bruxelles, au 453 avenue Louise, le jour même où l'immeuble est bombardé par Jean de Selys Longchamps,,,.
Le 27 janvier 1943, parce que juive, elle est transférée, au camp de rassemblement de Malines, où elle est enregistrée sous le numéro 263. Les conditions à Malines sont similaires à celles des autres camps nazis : le repas quotidien se compose d'un bouillon léger et d'un petit bout de pain, les gens dorment sur de la paille, il n'y a pas de couvertures même en plein hiver, l'hygiène est inexistante, les coups sont quotidiens tout comme les humiliations. Le 19 avril 1943, elle est embarquée dans le XXe convoi de déportation des Juifs de Belgique qui emmène quelque 1600 prisonniers, juifs, sintis et roms, à destination d'Auschwitz. C'est le premier convoi à utiliser des wagons à bestiaux pour éviter les évasions, les fenêtres sont fermés par des panneaux de bois pour plus de précaution. Avant son départ, le médecin juif du camp de Malines, le docteur Bach, lui donne un couteau qu'elle dissimule dans ses vêtements, la priant de tenter de s'évader parce qu'elle se dirigeait vers une mort certaine. Comme infirmière, elle monte dans le wagon sanitaire avec un jeune médecin juif et de nombreux malades, mourants pour la plupart. Elle s'emploie dès le départ à scier les barreau de bois et parvient enfin à sauter du wagon. A ce moment là, une fusillade éclate. Elle apprend beaucoup plus tard que des partisans armés ont pris le train d'assaut. Il s'agit de Youra Livchitz, Robert Maistriau et Jean Franklemon,,,.
En suivant la voie ferrée en direction de Bruxelles, elle rencontre une jeune garde-barrière qui l'aide à échapper aux soldats à la recherche des fugitifs, puis retourne à Bruxelles en tram. A l'arrêt du tram, à Haacht se trouvent d'autres évadés du convoi XX, personne ne se parle ou se regarde. Les autres voyageurs attendant le tram, les encerclent spontanément pour les protéger des regards  indiscrets de la police militaire.
Elle reprend assez vite son activité dans la résistance et recommence à distribuer Die Warheit aux soldats allemands. Elle est à nouveau arrêtée sur dénonciation le 25 mai 1944 par la Geheime Feld Polizei (GFP) et transférée à la prison de Saint-Gilles. Trois à quatre fois par semaine, elle est emmenée au siège de la Gestapo pour y être interrogée. La Gestapo la transfère ensuite à Breendonk où elle reste trois jours en compagnie de Herta Wiesinger, membre du même réseau. Les deux femmes sont soumises à de mauvais traitements et à la torture mais aucune d'elles ne dénonce qui que ce soit. Elles sont ensuite emmenées à la caserne Dossin, torturées encore et finalement libérées par les alliés le 2 septembre 1944,. 

## Après-guerre
Après sa libération, Régine Krochmal subit une longue hospitalisation en raison des graves séquelles laissés par les mauvais traitements qu'elle a subi et sur lesquels elle ne donnera jamais de détails.
Par la suite, Régine Krochmal émigre aux États-Unis où elle suit une formation en psychothérapie. Sa carrière durant, Régine Krochmal s'occupera de personnes en détresse, en proie à la dépression, aux blocages, aux phobies.
Elle se marie et a un fils. Tous deux la précèdent dans la mort.
Elle est une des fondatrices des célébrations annuelles de commémoration de l'attaque du convoi XX à Boortmeerbeek qui se tiennent à partir de 1993. Quelques jours avant sa mort, ne pouvant pas assister à la commémoration, elle transmet encore un dernier message que le fils du bourgmestre Baert lira pour elle :
« Nous sommes tous nés les mains vides. Et nous reviendrons tous les mains vides…. Aussi bien ceux qui adhèrent à une religion ou à une philosophie de vie que ceux qui se sentent liés à la nature, à la faune et à la flore. Nous devrions tous chercher à nous découvrir et à nous comprendre comme des êtres égaux et complémentaires. Nous pouvons tous contribuer à faire à nouveau de ce monde un havre de paix, de joie et d'amour, ouvrant la voie à notre propre bonheur et à celui de nos semblables. »
Elle décède à Ixelles le 11 mai 2012. Elle est inhumée le 18 mai 2012 au cimetière d'Ixelles avec une cérémonie d'adieu à l'Atelier Marcel Hastir où a été organisé l'attaque du XXe convoi.
« Tant qu’à moi-même et à nous tous,       des ailes ne nous auront pas poussé             à la place des omoplates,            nous pouvons être certains              de ne pas encore avoir          suffisamment appris à aimer.    En secret, je vous dis que moi-même,           je n’ai toujours pas d’ailes. »
Postérité
En 2014, le Théâtre de la Galafronie crée la pièce Les Cheveux rouges, réalisation collective à laquelle participe, entre autres, Caroline Bouchoms, qui a été très proche de Régine Krochmal durant ses dernières années. La pièce est basée sur des récits et images de la vie de Régine Krochmal compilées par Johannes Blum,,. Caroline Bouchoms publie un récit illustré sous le même titre en 2019, Les Cheveux rouges.

## Filmographie
- Judentransport XX, documentaire de Johan Op de Beeck, 2003. Régine Krochmal y interprète son propre personnage[15].